# La Pécheresse (film, 1959)
Pour les articles homonymes, voir La Pécheresse.
Pour plus de détails, voir Fiche technique et Distribution.
La Pécheresse (Tang fu yu sheng nu) est un film sino-taïwanais réalisé par Tien Shen, sorti en 1959.

## Fiche technique
- Titre : La Pécheresse
- Titre original : Tang fu yu sheng nu
- Réalisation : Tien Shen
- Scénario : Chung Lei
- Musique : Chow Lan-Ping
- Photographie : Ching Yun Hung
- Montage : Tsou Chih-Liang
- Société de production : Central Chinese Film Studio
- Pays de production :  Chine -  Taïwan
- Genre : Drame
- Durée : 90 minutes
- Dates de sortie : 
  -  France : 1959 (festival de Cannes)

## Distribution
- Chen Man Fu : Hsieh le noble
- Huang Tsung-Hsun : Tsai Tchoun-Hai
- Li Ying : Ling Chou Hsiang
- Mu Hung : Clair de Lune
- Tien Feng : Kien Tcheng-hoa
- Wei Ping-Ao : Tsai Tchoun-Hai

## Distinctions
Le film a été présenté en sélection officielle en compétition au Festival de Cannes 1959.